# Made in Ukraine
Гурт «Made in Ukraine» — український поп-гурт, що був створений у 1996 році місто Луганськ. 

## Історія
Гурт створений Віталієм Мироненком в 1996 році у м. Луганськ. Перший аранжувальник, саунд-продюсер та співзасновник — Антон Коффін.
У 1996 році вийшов перший студійний альбом гурту «Розпрягайте, хлопці, коней». Альбом «Розпрягайте, хлопці, коней» того ж року був відписаний і виставлений на продаж. Незмінною солісткою гурту з 1998 року є Тетяна Дегтярьова.
У 2000 році весь колектив студії (артисти, аранжувальники, адміністрація) переїхав до Києва. Багато хто з зірок української естради записувались у тон-студії «Престиж».
За цей час видано 10 CD, відбулося понад 1200 концертів, колектив працює в стилі фольк-денс, виконуючи добре знайомі українські народні пісні та шлягери минулих років у сучасному аранжуванні. Географія концертної діяльності охоплює всю Україну.
Під час Революції гідності 2014 року гурт підтримав мітингувальників. 
Навесні 2014 року колектив побував з концертами на Чернігівщині (військове містечко у Гончарівську та військовий полігон "Десна") на підтримку українських військових, мобілізованих з метою перепідготовки.
А в грудні на свято Св.Миколая, гурт "Made in Ukraine" завітав до воїнів АТО у м.Сватове на Луганщині.
Восени 2014 року гурт випустив кліп на пісню "Смуглянка" (Клен зелений). Режисером кліпу став кліпмейкер Олександр Філатович.
Творчий переклад цієї пісні, для гурту "Made in Ukraine" був зроблений Ольгою Павелець ще в 2010 році, та приурочений 65-тій річниці Перемоги у Другій світовій війні.
На початку червня 2015 року гурт випустив нову пісню, присвячену Героям АТО, творчий переклад (автор Ольга Павелець) радянської пісні "Катюша", під назвою "Героям АТО (Танюша). Аранжування для пісні зробив миколаївський діджей Андрій Матуляк (EuroDJ), запис та зведення пісні проходило на студії звукозапису Ігора Балана.
На сьогодні гурт «Made in Ukraine» активно гастролює, з новою концертною програмою "СМУГЛЯНКА НА БІС!.

## Склад гурту

### Теперішній
- Анна Шатайло  -  вокал
- Петрук Анастасія - вокал
- Толкач Вікторія - вокал

### Колишні учасники
- Антон Коффін — вокал, аранжування
- Руслан Юдін — вокал
- Олександр Коваленко — вокал
- Андрій Босенко - вокал, автор
- Антон Гончар - вокал
- Анастасія Бикова - бек-вокал
- Дмитро Мироненко  — бек-вокал
- Альона Влаєва - бек вокал, хореограф
- Стефанія Залевська - бек вокал, хореограф
- Тетяна Дегтярьова - вокал
- Тетяна Кривенко - бек-вокал

## Дискографія

### Альбоми
- Розпрягайте, хлопці, коней (1996)
- Судний день (1997)
- Назавжди (1997)
- 12+1 москальских пісень про другорядне(1998)
- Баунті (1999)
- Ще… (2000)
- Щедрий вечір (2000)
- Смачні речі (2000)
- Класика (2008)
- Потанцюймо?! (2011)
- Смуглянка (ремікс, 2013)

### Кліпи
Гурт Made in Ukraine
- Baby [Архівовано 28 червня 2014 у Wayback Machine.] (1998)
- Знаю[джерело?] (1999)
- Чому щастя не для мене (1999)
- Пригадай[1](1999)
- Чебурашка[джерело?] (1999)
- В саду гуляла (концертне відео) (2000)
- Розкажи мені (2000)
- Справжнє кохання [Архівовано 28 червня 2014 у Wayback Machine.] (концертне відео, 2002)
- Смуглянка(2014)
- «Сама файна [Архівовано 11 квітня 2021 у Wayback Machine.]» (feat. «Лісапетний батальйон», 2016)
- Туманочку (2019)
- Смуглянка UA/2019  [Архівовано 1 березня 2020 у Wayback Machine.] (2019)
- Новорічна ніч  [Архівовано 7 лютого 2020 у Wayback Machine.] (2020)
- Нікому  [Архівовано 16 травня 2020 у Wayback Machine.] (2020)